# Аргіропуло Анатолій Іванович
Анатолій (Анатоль) Іванович Аргіропуло (1908—1942) — біолог, зоолог, відомий фахівець у галузі теріології та низки суміжних дисциплін — морфології, таксономії, паразитології, екології, еволюції, дослідник степової фауни, у тому числі Передкавказзя, Закавказзя, Поволжя та Казахстану.

## Біографічні відомості
Вихованець Київської зоологічної школи, зокрема й Зоологічного музею УАН, а згодом і Петербурзької, де працював в Зоологічному інституті АН СРСР (ЗІН) у співпраці з її засновником (початково також українським зоологом) Борисом Виноградовим.
Працював у низці профільних академічних інституцій, розташованих у Петербурзі, — ІЗІФ (Інститут зоології і фітопатології), ВІЗР (Всесоюзний інститут захисту рослин) ВАСГНІЛ, ЗМ / ЗІН тощо.
Мав співпрацю і спільні публікації з такими відомими зоологами як Іван Підоплічко, Борис Виноградов, Олександр Афанасьєв та інші.
1928 року брав участь у Монгольській експедиції АН у складі зоогрупи під керівництвом Тугаринова. Із 1932 майже постійно працював у Закавказзі: 1.04.1932 р. виїхав до Тифлісу, потім працював у Баку.
У 1941 році був науковим співробітником Інституту зоології АН УРСР у Києві.
1941 року, перебуваючи в Зоологічному інституті АН, опинився в блокадному Ленінграді, де й загинув 1942 року. Дата і причина смерті та місце поховання невідомі.

## Внесок у таксономію

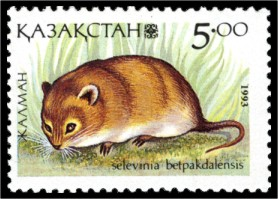
Селевінія — унікальний пустельний гризун з родини Вовчкових, що докладно описаний вперше Анатолієм Аргіропулом спільно з Б. Виноградовим.

Описав близько 30-40 нових таксонів, у тому числі 1 родину, 5 родів, 12 видів, бл. 20 підвидів. Переважно займався гризунами (ряди зайцеподібних та мишоподібних) та їхніми ектопаразитами (зокрема блохами).

### Роди, описані Аргіропулом
- Allocricetulus Argyropulo, 1932 (Аргиропуло, 1932: 242). Типовий вид — Cricetus eversmanni Brandt, 1859;
- † Agispelagus Argyropulo 1939
- Blanfordimys Argyropulo, 1933 (Argyropulo, 1933: 182). Типовий вид: Microtus bucharensis Vinogradov, 1930);
- Eolagurus Argyropulo, 1946 (Аргиропуло, 1946: 44). Типовий вид: Georychus luteus Eversmann, 1840).
- Sumeriomys Argyropulo, 1933 (Argyropulo, 1933: 180). Типовий вид: Mus socialis Pallas, 1773.
- Tibetholagus Argyropulo et Pidoplichko, 1939 (emend.: Tibetolagus Argyropulo, 1948); nomen nudum (Wilson, Reeder, 2005).

## Наукові праці

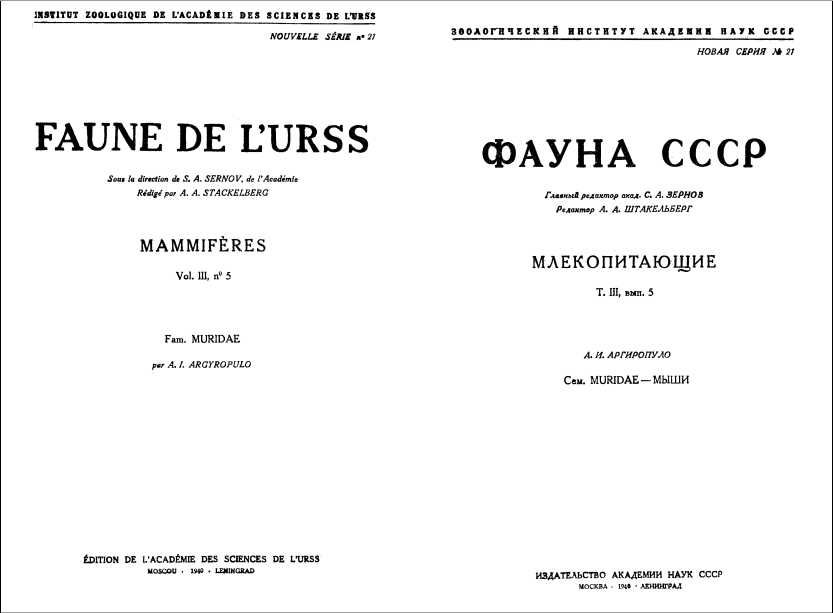
Титульна сторінка видання «родина Muridae» (Аргиропуло, 1940)

Автор близько 50 наукових статей та 5 монографічних видань.
- 1931. Аргиропуло А. И. Определитель грызунов Уральской области и соседних районов. — М.; Л.: Сельхозгиз, 1931. — 88 с.
- 1936. Виноградов Б. С., Аргиропуло А. И., Гептнер В. Г. Грызуны Средней Азии / Ред. Б. С. Виноградов ; АН СССР. Зоол. ин-т. — М. ; Л. : Изд-во Акад. наук СССР, 1936. — 228 с.
- 1940. Аргиропуло А. И. Сем. Muridae — мыши. — М., Л.: Изд-во АН СССР, 1940. — 170 с. — (Серия: Фауна СССР. Млекопитающие. Т. 3. Вып. 5; Новая серия, № 21. Редактор А. А. Штакельберг).
- 1941. Виноградов Б. С., Аргиропуло А. И. Определитель грызунов / Зоол. ин-т АН СССР. — М. ; Л. : Изд-во АН СССР, 1941. — 243 с. — (Серия: «Фауна СССР. Млекопитающие». Новая серия / Отв. ред. С. А. Зернов, ред. издания Д. Оглоблин; № 29). http://nauka1941-1945.ru/page/954/id/1500/ [Архівовано 10 червня 2015 у Wayback Machine.]

## Шана, спогади
Про Анатолія Аргіропула тепло згадують у своїх працях Борис Виноградов (нові видання визначників гризунів), Сергій Огньов («Очерки экологии животных», 1951), Микола Калабухов («Жизнь зоолога»). Стислий нарис про життя й творчість Аргіропула наводить Микола Воронцов в передмові до опублікованих ним рукописів Анатолія Івановича (книга «Теріологія», том 1, 1972). Доповідь про творчі доробки Аргіропуло звучала на міжнародній конференції «Міллеровські читання 2013» (з нагоди 285-річчя Архіву РАН, доповідь Олени Тихонової) та представлена у програмі XX Теріологічної школи 2013 (доповідь Ігоря Загороднюка).